# Hydronaphis laporteae
Hydronaphis laporteae är en insektsart. Hydronaphis laporteae ingår i släktet Hydronaphis och familjen långrörsbladlöss. Inga underarter finns listade i Catalogue of Life.